# Anglická slovesa
Článek Anglická slovesa pojednává o slovesech v angličtině. Sloveso má v anglické větě zpravidla funkci přísudku.
Morfologie anglických sloves se vyznačuje omezeným množstvím tvarů a koncovek. Mnohé gramatické funkce se vyjadřují analyticky, tj. složenými slovesnými tvary. Anglická slovesa se časují třemi způsoby: v indikativu, kondicionálu a imperativu. V indikativu mají 6 časů, přičemž v každé časové rovině se rozlišují prosté a průběhové tvary, tedy celkem 12 slovesných časů. Ve všech časech i způsobech lze vyjádřit činný a trpný rod. Specifickou zvláštností angličtiny je použití pomocného slovesa do při tvoření otázek a záporu.
Z hlediska způsobu časování (především tvoření minulého času a trpného příčestí) se anglická slovesa dělí na pravidelná a nepravidelná.

## Slovesné tvary
V průběhu historického vývoje se morfologie anglických sloves značně zjednodušila. V současné angličtině se téměř nepoužívají osobní koncovky. S výjimkou tvarů 3. osoby jednotného čísla přítomného času (zakončení -s) a tvarů nepravidelného slovesa be (být) nemá anglické sloveso schopnost vyjádřit osobu a číslo. Tuto funkci na sebe přebírá podmět, který zpravidla musí být ve větě vyjádřen, často osobním zájmenem, např. I sleep (spím), you sleep (spíš) atd.
Přestože většina mluvnických kategorií se vyjadřuje pomocí složených tvarů, některé tvary se tvoří synteticky, tj. pomocí koncovek, případně hláskovou změnou v kmeni.
Jednoduchými (syntetickými) tvary anglických sloves jsou: infinitiv, přítomný čas (se zvláštním tvarem pro 3. osobu jednotného čísla), minulý čas, příčestí trpné/minulé a příčestí přítomné/gerundium.
Kromě koncovek -(e)s, -(e)d a -ing (které však mají v angličtině ještě další gramatické funkce) v časovaných tvarech nemají anglická slovesa žádné tvaroslovné znaky, podle kterých by je bylo možné jednoznačně identifikovat a odlišit od jiných slovních druhů. (Na rozdíl například od češtiny, kde se slovesa vyznačují charakteristickými koncovkami.)
| Tvar                             | Pravidelné sloveso | Pravidelné sloveso | Nepravidelné sloveso | Nepravidelné sloveso |
| Tvar                             | Zakončení          | Příklad            | Zakončení            | Příklad              |
| -------------------------------- | ------------------ | ------------------ | -------------------- | -------------------- |
| Infinitiv/imperativ/přítomný čas | 0                  | want               | 0                    | speak                |
| 3. osoba jedn. čísla přít. času  | -s                 | wants              | -s                   | speaks               |
| Minulý čas                       | -ed                | wanted             | neprav.              | spoke                |
| Příčestí trpné/minulé            | -ed                | wanted             | neprav.              | spoken               |
| Příčestí přítomné/gerundium      | -ing               | wanting            | -ing                 | speaking             |

Většina anglických sloves má 4–5 syntetických tvarů. Některé z nich mají více funkcí. Ostatní časované tvary jsou kombinací výše uvedených tvarů s pomocnými slovesy.

### Infinitiv
Infinitiv je základní tvar sloves (lemma), který se uvádí ve slovnících. Ve větě se před něj zpravidla klade infinitivní částice to, například:
- To be, or not to be? – Být, či nebýt?
- I want to be – chci být

Po způsobových a některých dalších slovesech se však infinitivní částice nepoužívá:
- I can be – mohu být

Infinitiv se často používá namísto vedlejších vět:
- I want you to know that… – Chci, abys věděl, že…
- They came to see us. – Přišli nás naštívit (aby nás navštívili).
- We stayed at home to watch TV. – Zůstali jsme doma, abychom se dívali na televizi.

Kromě prostého infinitivu existuje také minulý infinitiv, tvar složený z pomocného slovesa to have (mít) a trpného příčestí. Používá se k vyjádření předčasnosti (minulosti) děje:
- She was unhappy to have spoiled the meal. – Byla nešťastná z toho, že to jídlo zkazila.
- Who could have done it? – Kdo to jen mohl udělat?

### Příčestí trpné
Příčestí trpné (nebo též minulé) je slovesný tvar, který slouží k tvoření trpného rodu (ve spojení s tvary pomocného slovesa to be) a tzv. perfektních časů (ve spojení s tvary pomocného slovesa to have). Kromě toho může fungovat i jako přídavné jméno, např. spoken languages (mluvené jazyky).
U většiny sloves se toto příčestí tvoří pravidelně připojením koncovky -ed k infinitivu a je shodné tvarem prostého minulého času. Toto zakončení se čte:
- [-d] – pokud ve výslovnosti předchází samohláska nebo znělá souhláska, např. played [pleɪ̯d] (hraný);
- [-t] – pokud předchází neznělá souhláska, např. washed [wɒʃt] (umytý);
- [-ɪd] – pokud předchází [t] nebo [d], např. wanted [wɒntɪd] (chtěný).

Při tvoření příčestí pravidelně dochází k některým pravopisným změnám:
- Koncové -y, pokud se vyslovuje jako samohláska, se mění na -i: study (studovat) – studied.
- Němé -e na konci infinitivu se vypouští: like (mít rád) – liked.
- Kvůli zachování zavřenosti přízvučné slabiky se zdvojuje koncová souhláska, nejčastěji u jednoslabičných sloves, např. ship (nalodit) – shipped. V britské angličtině se zdvojuje koncové -l i u dvojslabičných sloves: travel (cestovat) – travelled.

Výše popsané zásady výslovnosti a tvoření platí i pro pravidelné tvary prostého minulého času.
U některých sloves se příčestí tvoří nepravidelně a může se lišit tvaru od minulého času, např. speak (mluvit) – spoke (mluvil) – spoken (mluvený).

### Příčestí přítomné a gerundium
Jedná se o tvary tvořené pravidelně přidáním koncovky -ing [-ɪŋ] k tvarům infinitivu, např. sleep (spát) – sleeping (spící), see (vidět) – seeing (vidící).
Tvoření je u všech sloves bez výjimky pravidelné, v určitých případech však nastávají pravopisné změny:
- Němé -e se vypouští, např. write (psát) – writing (píšící).
- Zdvojuje se koncová souhláska jednoslabičných sloves, např. get (dostat) – getting (dostávající).

Tyto tvary mají v anglických větách více uplatnění:
- Používají se k tvoření průběhových časů, např. I am reading (právě čtu, dosl. jsem čtoucí).
- Gerundium – tvar významově odpovídající zhruba českému přechodníku.[3] Často se používá místo vedlejších vět. Například: Going home, I did some shopping. (Když jsem šel domů, nakoupil jsem.) I don’t like you saying this. (Nemám rád, když to říkáš.) I heard her crying. (Slyšel jsem ji, jak pláče.) Having finnished the work, she went home. (Když tu práci udělala, šla domů.) I don’t like beeing bothered. (Nemám rád, když jsem obtěžován.)
- Podstatné jméno slovesné, např. writing (psaní), speaking (mluvení).

## Slovesné časy
Anglická slovesa se vyznačují bohatstvím časů. Nerozlišují aspekt (vid) dokonavosti a nedokonavosti, oproti tomu však kromě času přítomného, minulého a budoucího tvoří tzv. perfektní časy – předpřítomý, předminulý a předbudoucí. Tyto časy vyjadřují předčasnost anebo určitý přesah děje do dané časové roviny. Jako další čas někdy též uvádí tzv. blízká budoucnost.
Na rozdíl od ostatních germánských jazyků anglické sloveso vyjadřuje průběhové formy všech časů, tvořené příslušnými tvary slovesa to be (být) a příčestí přítomného (tvary na -ing). Tyto tvary kladou důraz průběh děje v určitém okamžiku anebo trvání v určitém období. S podobnými konstrukcemi se setkáváme i například v románských jazycích (španělština, italština), v angličtině je však na rozdíl od těchto jazyků použití závazné.
Některá slovesa, např. want (chtít), see (vidět), hear (slyšet) apod., průběhové tvary zpravidla netvoří. U sloves smyslového vnímání se průběhovost vyjádří pomocí způsobového slovesa can (moci): I can see (právě vidím).

### Přítomný čas
Přítomné časy vyjadřují děje probíhající v přítomnosti.
| Osoba | Přítomný čas prostý | Přítomný čas prostý | Přítomný čas průběhový | Přítomný čas průběhový |
| Osoba | Jednotné číslo      | Množné číslo        | Jednotné číslo         | Množné číslo           |
| ----- | ------------------- | ------------------- | ---------------------- | ---------------------- |
| 1.    | I read              | we read             | I am reading           | we are reading         |
| 2.    | you read            | you read            | you are reading        | you are reading        |
| 3.    | he/she reads        | they read           | he/she is reading      | they are reading       |

#### Přítomný čas prostý
Tento čas má stejný tvar jako prostý infinitiv infinitiv. Výjimkou je tvar 3. osoby jednotného čísla, který přijímá (s výjimkou způsobových sloves) koncovku -s. Většina sloves tvoří tento tvar pravidelně, např. play (hrát) – plays (hraje). V určitých případech však nastávají pravopisné změny:
- Koncové -y, které se vyslovuje jako samohláska, se mění na -i, zakončení je -ies, např. study (studovat) – studies (studuje).
- U sloves zakončených -o se připojuje -es, např. go (chodit) – goes (chodit).
- U sloves zakončených vyslovovanou sykavkou se připojuje -es, které se vyslovuje [-ɪz], např. catch [kæt͡ʃ] (chytat) – catches [kæt͡ʃɪz] (chytá).

Tímto časem se vyjadřují přítomné děje, které trvají dlouhodobě nebo se opakují:
- I study medicine. – Studuji medicínu.
- I usually go there on Friday. – Obvykle tam chodím v pátek.
- She works hard every day. – Každý den tvrdě pracuje.

#### Přítomný čas průběhový
Tvoří se pomocí přítomných tvarů slovesa to be a přítomného příčestí. Vyjadřuje přítomné děje, které právě probíhají:
- I am going to school. – Právě jdu do školy.
- They are doing some shopping. – Právě nakupují.

### Minulý čas
Minulé časy vyjadřují děje, které proběhly (a skončily) v minulosti.
| Osoba | Minulý čas prostý | Minulý čas prostý | Minulý čas průběhový | Minulý čas průběhový |
| Osoba | Jednotné číslo    | Množné číslo      | Jednotné číslo       | Množné číslo         |
| ----- | ----------------- | ----------------- | -------------------- | -------------------- |
| 1.    | I read            | we read           | I was reading        | we were reading      |
| 2.    | you read          | you read          | you were reading     | you were reading     |
| 3.    | he/she read       | they read         | he/she was reading   | they were reading    |

Sloveso read [ɹiːd] je nepravidelné. Minulý čas se píše stejně, ale vyslovuje se [ɹɛd].
| Osoba | Minulý čas prostý | Minulý čas prostý |
| Osoba | Jednotné číslo    | Množné číslo      |
| ----- | ----------------- | ----------------- |
| 1.    | I wanted          | we wanted         |
| 2.    | you wanted        | you wanted        |
| 3.    | he/she wanted     | they wanted       |

Pravidelné sloveso want netvoří průběhové tvary.

#### Minulý čas prostý
Tento čas má zvláštní tvar, který se tvoří u pravidelných sloves koncovkou -ed podle stejných zásad jako příčestí trpné. U nepravidelných sloves se tvoří různě, nelze jej odvodit.
Tímto časem se vyjadřují děje, které proběhly jednorázově nebo se pravidelně opakovaly. Používá se často s určitým časovým údajem. Příklady:
- I came home at six. – Přišel jsem domů v šest.
- He studied pharmacy in Bratislava. – Studoval farmacii v Bratislavě.
- She opened the window. – Otevřela okno.

#### Minulý čas průběhový
Tvoří se pomocí minulých tvarů slovesa to be a přítomného příčestí. Vyjadřuje děje, které probíhaly v určitém okamžiku nebo trvaly nějaký čas:
- When he came home, his wife was cooking some meal. – Když přišel domů, jeho žena zrovna vařila nějaké jídlo.
- We were living there for ten years. – Bydleli jsme tam deset let. (Ale už tam nebydlíme.)

### Budoucí čas
Budoucí časy vyjadřují děje, které se uskuteční nebo proběhnou v budoucnosti. Jedná se o složené časy, které se tvoří pomocným slovesem will (často stahovaným jako ’ll) a infinitivem.
| Osoba | Budoucí čas prostý | Budoucí čas prostý | Budoucí čas průběhový  | Budoucí čas průběhový |
| Osoba | Jednotné číslo     | Množné číslo       | Jednotné číslo         | Množné číslo          |
| ----- | ------------------ | ------------------ | ---------------------- | --------------------- |
| 1.    | I will read        | we will read       | I will be reading      | we will be reading    |
| 2.    | you will read      | you will read      | you will be reading    | you will be reading   |
| 3.    | he/she will read   | they will read     | he/she will be reading | they will be reading  |

V 1. osobě je možné místo pomocného slovesa will použít shall. Tento tvar je však knižní.

#### Budoucí čas prostý
Vyjadřuje děje, které se uskuteční jednorázově nebo opakovaně:
- I hope he’ll come in time. – Doufám, že přijde včas.
- They’ll do it on Friday. – Udělají to v pátek.

#### Budoucí čas průběhový
Vyjadřuje děje, které budou probíhat v nějakém budoucím okamžiku nebo budou trvat určitou dobu:
- This time tomorrow I will be taking my driving test. – Zítra touto dobou budu skládat zkoušku v autoškole.

#### Blízká budoucnost
Očekávání nebo záměr mluvčího v blízké budoucnosti lze také vyjádřit větnou konstrukcí: přítomný tvar slovesa to be + going to + infinitiv. Příklady:
- I am going to do my homework. – Budu dělat domácí úkol. Chystám se udělat domácí úkol.
- I’s going to rain. – Bude pršet. (Vypadá to na déšť.)

Tvar going to se hovorově často zkracuje na gonna, např. I’m gonna go. = I’m going to go. (Půjdu. Chystám se jít.)

### Předpřítomný čas
Předpřítomné časy vyjadřují minulé děje, které mají svými důsledky nebo trváním přesah do přítomnosti. Podle okolností se do češtiny překládají buď minulým, nebo přítomným časem.
Jedná se o složené časy, které se tvoří přítomnými tvary pomocného slovesa to have (tj. have a ve 3. osobě jednotného čísla has; často se stahuje jako ’ve a ’s) a příčestím trpným.
| Osoba | Předpřítomný čas prostý | Předpřítomný čas prostý | Předpřítomný čas průběhový | Předpřítomný čas průběhový |
| Osoba | Jednotné číslo          | Množné číslo            | Jednotné číslo             | Množné číslo               |
| ----- | ----------------------- | ----------------------- | -------------------------- | -------------------------- |
| 1.    | I have read             | we have read            | I have been reading        | we have been reading       |
| 2.    | you have read           | you have read           | you have been reading      | you have been reading      |
| 3.    | he/she has read         | they have read          | he/she has been reading    | they have been reading     |

Výslovnost nepravidelně tvořeného příčestí read je [rɹɛd].
| Osoba | Předpřítomný čas prostý | Předpřítomný čas prostý | Předpřítomný čas průběhový | Předpřítomný čas průběhový |
| Osoba | Jednotné číslo          | Množné číslo            | Jednotné číslo             | Množné číslo               |
| ----- | ----------------------- | ----------------------- | -------------------------- | -------------------------- |
| 1.    | I have stopped          | we have stopped         | I have been stopping       | we have been stopping      |
| 2.    | you have stopped        | you have stopped        | you have been stopping     | you have been stopping     |
| 3.    | he/she has stopped      | they have stopped       | he/she has been stopping   | they have been stopping    |

#### Předpřítomný čas prostý
Vyjadřuje děje, které se uskutečnily v nedávné minulosti a jejich důsledky trvají do přítomnosti. Často se používají s výrazy jako already (již), just (právě), since (od té doby) a podobně. Příklady:
- I’ve already done it. – Již jsem to udělal. (Doslova: Již to mám udělané.)
- It’s been ten years since it happened. – Je to již deset let, co se to stalo.
- I’ve just written the letter. – Právě jsem ten dopis napsal.
- He’s stopped smoking. – Přestal kouřit. (Patrně nedávno a stále nekouří.)

V americké angličtině se mnohdy používá prostý minulý čas místo předpřítomného.

#### Předpřítomný čas průběhový
Vyjadřuje děje, které začaly v minulosti a trvají i v současnosti:
- We’ve been living here for five years. – Bydlíme tady již pět let.

### Předminulý čas
Předminulé časy vyjadřují děje, které proběhly nebo započaly před jiným minulým dějem. Do češtiny překládají minulým časem. Tyto časy se často používají ve větách s časovou sousledností.
Jedná se o složené časy, které se tvoří minulým tvarem pomocného slovesa to have (tj. had; často se stahuje jako ’d) a příčestím trpným.
| Osoba | Předminulý čas prostý | Předminulý čas prostý | Předminulý čas průběhový | Předminulý čas průběhový |
| Osoba | Jednotné číslo        | Množné číslo          | Jednotné číslo           | Množné číslo             |
| ----- | --------------------- | --------------------- | ------------------------ | ------------------------ |
| 1.    | I had read            | we had read           | I had been reading       | we had been reading      |
| 2.    | you had read          | you had read          | you had been reading     | you had been reading     |
| 3.    | he/she had read       | they had read         | he/she had been reading  | they had been reading    |

#### Předminulý čas prostý
Vyjadřuje děje, které se uskutečnily před jinými ději v minulosti. Příklady:
- When I came, they’d been already there. – Když jsem přišel, už tam byli.
- He said he’d bought a new car. – Říkal, že si koupil nové auto.
- She had written the letter when he asked her to do it. – Už měla ten dopis napsaný, když ji požádal, aby to udělala.
- I had prepared diner before they arrived. – Měla jsem již připravenou večeři, předtím než dorazili.

#### Předminulý čas průběhový
Vyjadřuje děje, které začaly začaly před jinými minulými ději a měly nějaké trvání:
- We had been living there for a few weeks before I met our neighbour for the first time. – Bydleli jsme tam již několik týdnů, než jsem poprvé potkal našeho souseda.
- The sun was shining, but the ground was very wet. It had been raining. – Slunce svítilo, ale půda byla velmi mokrá. Předtím pršelo.

### Předbudoucí čas
Předbudoucí časy vyjadřují děje, které proběhnou nebo začnou před jiným budoucím dějem nebo okamžikem v budoucnosti. Tyto časy se používají poměrně zřídka.
Jedná se o složené časy, které se tvoří spojením pomocného slovesa will s minulým infinitivem, tj. will have + příčestí trpné.
| Osoba | Předbudoucí čas prostý | Předbudoucí čas prostý | Předbudoucí čas průběhový     | Předbudoucí čas průběhový   |
| Osoba | Jednotné číslo         | Množné číslo           | Jednotné číslo                | Množné číslo                |
| ----- | ---------------------- | ---------------------- | ----------------------------- | --------------------------- |
| 1.    | I will have read       | we will have read      | I will have been reading      | we will have been reading   |
| 2.    | you will have read     | you will have read     | you will have been reading    | you will have been reading  |
| 3.    | he/she will have read  | they will have read    | he/she will have been reading | they will have been reading |

#### Předbudoucí čas prostý
Vyjadřuje děje, které se uskutečnily před jinými ději v minulosti. Příklady:
- I’ll have finished by tomorrow. – Do zítřka to dokončím. Zítra to budu mít hotové.
- I will have finished my English homework by the time my mother arrives. – Úkol z angličtiny budu mít hotový, než matka přijede.

#### Předbudoucí čas průběhový
Vyjadřuje trvání děje před nějakým okamžikem v budoucnosti:
- You will have been waiting for more than two hours when her plane finally arrives. – Budeš čekat víc než dvě hodiny, než její letadlo konečně přiletí.
- I’ll have been working here for ten years by May. – V květnu už tady budu pracovat deset let. V květnu to bude deset let, co tady pracuji.
- How long will you have been studying when you graduate? – Jak dlouho budeš studovat, až dokončíš školu?

## Slovesné způsoby
V angličtině se slovesa časují třemi slovesnými způsoby:
- oznamovací způsob (indikativ),
- rozkazovací způsob (imperativ),
- podmiňovací způsob (kondicionál).

Výše uvedené slovesné časy se používají pouze v indikativu. Kondicionál rozlišuje pouze dva časy a v imperativu se čas nerozlišuje.

### Imperativ
- Rozkaz pro druhou osobu jednotného i množného čísla má stejný tvar jako infinitiv bez částice to. Používá se obvykle samotný tvar bez podmětu. Příklady:
- Go! – Jdi! Jděte!
- Do it now! – Udělej/udělejte to nyní!

Rozkaz pro jinou osobu se tvoří opisně pomocí slovesa to let (nechat):
- Let us (let’s) go! – Pojďme!
- Let him show children the car. – Ať dětem ukáže to auto.

### Kondicionál
Podmiňovací způsob má tvary pro přítomný a minulý čas. Tvoří se pomocným slovesem would (což je minulý čas slovesa will) a infinitivem. V přítomném kondicionálu je infinitiv prostý, v minulém kondicionálu infinitiv minulý, tj. would have + příčestí trpné. Would se často stahuje jako ’d.
Na rozdíl od češtiny, kde je použití minulého kondicionálu nepovinné, je v angličtině nutné minulý a přítomný kondicionál rozlišovat. Přítomným kondicionálem se vyjadřuje skutečnost, která by mohla nastat, zatímco minulý kondicionál se používá u skutečností, které mohly nastat v minulosti, ale nenastaly. V podmínkových souvětích se kondicionál používá pouze v hlavní větě. Ve vedlejší větě po spojce if (jestliže, pokud) je místo toho minulý nebo předminulý čas. Příklady:
- If I had enough money, I would travel around the world. – Kdybych měl dost peněz, cestoval bych kolem světa. (Nyní peníze nemám, ale pokud je někdy budu mít, budu cestovat.)
- If I had known that, I would have warned him. – Kdybych to byl věděl, byl bych ho varoval. (Ale nyní už ho varovat nemohu.)

Kondicionál se též často používá jako forma zdvořilé žádosti:
- Would you close the window, please? – Zavřel byste to okno, prosím?

## Trpný rod
Trpný rod (pasivum) se v angličtině tvoří obdobně jako v češtině, tedy pomocným slovesem to be a příčestím trpným, například:
- He was fired. – Byl vyhozen z práce.
- These houses are built of stone. – Tyto domy se staví / jsou postavené z kamene.

Nerozlišuje se jako v jiných germánských jazycích dějové a stavové pasivum (pomocné sloveso být vs. stát se např. v němčině nebo švédštině). Podle okolností může taková věta vyjadřovat jak samotný děj, tak i jeho výsledek.
Podmětem pasivní věty v angličtině nemusí být pouze objekt, na němž je děj vykonáván, ale též příjemce. V češtině taková věta není možná. Srovnej:
- They gave him a present. – Dali mu dárek. (činný rod)
- A present was given to him. – Byl mu dán dárek. (trpný rod; podmět = objekt děje)
- He was given a present. – Dali mu dárek. Dostal dárek. (trpný rod; podmět = příjemce)
- I was told that… – Bylo mi řešeno, že… Řekli mi, že…

## Otázka a zápor
Otázky se tvoří v indikativu a kondicionálu inverzí, tj. obráceným poradím určitého tvaru slovesa (pomocného nebo způsobového) a podmětu:
- Are you at home? – Jsi doma?
- Is she sleeping? – Spí?
- Have they arrived? – Přijeli?
- Will you meet him? – Sejdeš se s ním?
- Would you pass me a pen? – Podal bys mi pero?
- Can you hear me? – Slyšíš mě?
- Could you help me? – Mohl bys mi pomoct?

Slovesný zápor se tvoří umístěním záporné částice not (obvykle ve tvaru staženém se slovesem) za určitý tvar pomocného nebo způsobového slovesa:
- He is not (isn’t) at home. – Není doma.
- She is not (isn’t) sleeping. – Ona nespí.
- They have not (haven’t) arrived. – Nepřijeli.
- I will not (won’t) meet him. – Nesetkám se s ním.
- I would not (wouldn’t) go there. – Nešel bych tam.
- I cannot (can’t) hear you. – Neslyším tě.
- They could not (couldn’t) help us. – Nemohli nám pomoct.

### Pomocné slovesodo
Výše popsaný způsob tvoření otázky a záporu je možný pouze s použitím pomocného nebo způsobového slovesa. Nelze klást podmět nebo záporku not za plnovýznamové sloveso. Zvláštností angličtiny je, že ve tvarech, které neobsahují pomocné sloveso, tj. v přítomném a minulém čase prostém a v rozkazovacím způsobu (záporný rozkaz), se při tvoření otázky a záporu vyžaduje použití pomocného slovesa to do (dělat) – s tvary do/does v přítomném čase a did v minulém čase. Toto pomocné sloveso je pak následováno podmětem (v otázce) anebo záporkou not a teprve poté infinitivem plnovýznamového slovesa (bez to):
- Do you speak English? – Mluvíte anglicky? (dosl. Děláte vy mluvit anglicky?)
- I do not (don’t) speak German. – Nemluvím německy. (dosl. Já nedělám mluvit německy.)
- Does he study pharmacy? – Studuje farmacii?
- She does not (doesn’t) like shopping. – Nemá ráda nakupování. Nerada nakupuje.
- Did they help you? – Pomohli vám?
- He did not (didn’t) help me. – Nepomohl mi.
- Do not (Don’t) go there! – Nechoď tam!
- What do you know about it? – Co o tom víš?
- When did they come? – Kdy přišli?

## Pomocná slovesa
V angličtině se používají tato pomocná slovesa (všechna nepravidelná):
| Osoba | Přítomný čas | Přítomný čas | Minulý čas | Minulý čas |
| ----- | ------------ | ------------ | ---------- | ---------- |
| 1.    | am           | are          | was        | were       |
| 2.    | are          | are          | were       | were       |
| 3.    | is           | are          | was        | were       |

Příčestí trpné: been
Sloveso to be (být) se používá jako pomocné sloveso při tvoření trpného rodu a průběhových časů. Sloveso do se v otázce a záporu nepoužívá ani při použití jako plnovýznamové nebo sponové sloveso.
Toto sloveso má jako jediné v angličtině zvláštní tvar pro 1. osobu jednotného čísla (v přítomném i minulém čase).
| Přítomný čas | 3. os. j. č. přít. č. | Minulý čas | Příčestí trpné |
| ------------ | --------------------- | ---------- | -------------- |
| have         | has                   | had        | had            |

Sloveso to have (mít) se používá jako pomocné při tvoření perfektních časů (předpřítomný, předminulý, předbudoucí). Pokud se používá jako plnovýznamové (ve významu vlastnit), vyžaduje v otázce a záporu pomocné sloveso do.
| Přítomný čas | 3. os. j. č. přít. č. | Minulý čas | Příčestí trpné |
| ------------ | --------------------- | ---------- | -------------- |
| do           | does                  | did        | done           |

Nepravidelně se vyslovují tvary does [dʌz] a don’t [dəʊ̯nt] (= do not), zatímco do se vyslovuje [duː] .
Používá se jako pomocné sloveso k tvoření otázek a záporu plnovýznamových sloves v přítomném a minulém čase. Jako plnovýznamové sloveso rovněž samo vyžaduje pomocné sloveso: Don’t do it! (Nedělej to!)
Jako pomocné sloveso budoucích časů a kondicionálu se používá způsobové sloveso will/would (viz dále).

## Způsobová slovesa
Způsobová (modální) slovesa jsou v angličtině následující:
| Přítomný čas | Minulý čas      | Opisný infinitiv | Český překlad   | Poznámka                                      |
| ------------ | --------------- | ---------------- | --------------- | --------------------------------------------- |
| can          | could           | to be able to    | moci, umět      |                                               |
| may          | might           | to be allowed to | smět            |                                               |
| must         | had to          | to have to       | muset           |                                               |
| will         | would           |                  |                 | pomocné sloveso budoucího času a kondicionálu |
| shall        | should/ought to | to be to         | mít (povinnost) | používá se především should                   |

Způsobová slovesa mají tvar pouze pro přítomný a minulý čas. Ostatní tvary (včetně infinitivu) je potřeba vyjadřovat opisně. Sloveso must má opisný i minulý čas. Příklady:
- I had to go. – Musel jsem jít.
- We’ll be able to do it for you next week. – Budeme to moci (budeme schopni) pro vás udělat příští týden.

Způsobová slovesa nepřijímají ve 3. osobě jednotného čísla přítomného času koncovku -s:
- He must speak English. – On musí mluvit anglicky.

Po způsobových slovesech (s výjimkou ought to) následuje infinitiv plnovýznamového slovesa bez částice to:
- I must go. – Musím jít.
- We could do it. – Mohli jsme to udělat.

Tvar minulého času má rovněž význam kondicionálu:
- We could do it. – Mohli bychom to udělat.
- You should (ought to) tell him (that)… – Měl bys mu říct, že…

Otázka a zápor se tvoří pouhou inverzí, respektive přidáním záporky not, bez použití pomocného slovesa do:
- Could you do it? – Mohl bys to udělat?
- I cannot (can’t) do it. – Nemohu/neumím to udělat.

Zápor některých způsobových sloves má jiný význam než v češtině:
- I must not (mustn’t) znamená nesmím. České nemusím se překládá I need not (needn’t). Sloveso to need (potřebovat) jako plnovýznamové sloveso tvoří otázku a zápor s pomocným slovesem do. Srovnej: You needn’t do it. (Nemusíš to dělat.) × You don’t need to do it. (Nepotřebuješ to dělat.) Stejně tak opisné tvary to have to vyžadují sloveso do: Do we have to do it now? (Musíme to udělat teď?)
- May not se používá ve významu asi ne: They may not come. (Možná nepřijdou.)

## Frázová slovesa
Mnohá slovesa jsou doprovázena tzv. adverbiální částicí, která mění jejich základní význam podobně, jako mění význam sloves v češtině předpony, např. come (přijít, přicházet) – come out (vyjít, vycházet). Často je významový posun oproti původnímu slovesu značný: give (dát) – give up (vzdát se, zříci se). Adverbiální částice tvoří se slovesem celek (frázi), který se označuje jako frázové sloveso.
Adverbiálními částicemi jsou zpravidla krátká slova, která jinak nejčastěji plní funkci předložek (např. on, in, off, by) nebo příslovcí (např. up, down, out). Částice ve větě vždy stojí za slovesem, nejčastěji bezprostředně za ním. Je-li však předmětem osobní zájmeno, obvykle se klade mezi sloveso a částici:
- Wake me up at six. – Vzbuď mě v šest.
- The baby woke up and started crying. – Dítě se vzbudilo a začalo plakat.

Frázová slovesa se vyvinula z odlučitelných sloves, především sloves s odlučitelnou předponou, která existují v jiných germánských jazycích, srov. např. německé abreiesen (odcestovat, odjet) – ich reise ab (odjíždím). Zatímco v němčině je odlučitelná předpona v určitých tvarech (např. infinitivu) připojena ke slovesu a odlučuje se při časování, v moderní angličtině již nelze hovořit o předponě, neboť modifikující částice se se slovesem nespojuje, ale je trvale odloučená od slovesa.

## Morfologické rozdělení anglických sloves
Z hlediska způsobu, jak se v angličtině tvoří tvary minulého času a trpného příčestí, lze většinu sloves podobně jako v ostatních germánských jazycích přiřadit mezi silná nebo slabá slovesa. Silná slovesa mění při časování kmenovou samohlásku, zatímco slabá slovesa přibírají tzv. dentální sufix (zakončení -d nebo -t). Jen malé množství sloves se časuje zcela nepravidelně.
Učebnice a další gramatiky však toto dělení tradičně opomíjejí a pro zjednodušení výkladu dělí slovesa zpravidla na pravidelná a nepravidelná. Pravidelná slovesa jsou ta, která v minulém čase a trpném příčestí přibírají k tvaru infinitivu pravidelnou koncovku -ed, nepravidelná jsou všechna ostatní.
Následující příklady uvádějí tvary sloves v pořadí: infinitiv – minulý čas – příčestí trpné.

### Pravidelná slovesa
Většina anglických sloves má pravidelné časování. Jako pravidelná se označují slabá slovesa, která v minulém čase a trpném příčestí přibírají koncovku -ed a nemění při tom kmenovou samohlásku. Oba tvary jsou u těchto sloves shodné, např. want (chtít) – wanted – wanted.

### Nepravidelná slovesa
Jako nepravidelná se označují všechna ostatní slovesa. Jejich tvary v minulém čase a trpném příčestí nelze jednoduše odvodit jako u pravidelných sloves, ale je potřeba se je naučit zpaměti. U mnohých nepravidelných sloves se oba tvary liší, např. go (jít) – went – gone.
Podrobněji však lze nepravidelná slovesa rozdělit do několika skupin:
Slabá slovesa – mají dentální sufix (zpravidla -t) a zároveň mění kmenovou samohlásku (z historického pohledu jde o krácení), např. keep (držet) – kept – kept. Případně se mění i znělost souhlásky na konci kmene: leave (opustit) – left – left.
Silná slovesa – tvoří tvary minulého času a trpného příčestí změnou kmenové samohlásky. V minulém čase nepřibírají žádnou koncovku. Trpné příčestí je buď také bez koncovky, nebo přibírá koncovku -en (obdoba tvarů silných sloves v němčině). Oba tvary se u mnoha sloves liší, např. drive (řídit) – drove – driven, sing (zpívat) – sang – sung. Mohou však být shodné jako u slabých sloves: dig (kopat) – dug – dug. Některá slovesa mají tyto tvary shodné s infinitivem: put (položit) – put – put.
Mezi silná slovesa patří asi 200 jednoslabičných sloves, většinou však často používaných. Spolu se slovesy odvozenými předponou, která se obvykle časují stejně jako slovesa bez předpony, se běžně používá asi 800 takových sloves.
Smíšená slovesa – některé tvary tvoří pravidelně, jiné nepravidelně, případně jsou u nich možné pravidelné i nepravidelné tvary: melt (tát) – melted – melted/molten.
Kromě uvedených změn se některá silná i slabá slovesa vyznačují dalšími hláskovými či pravopisnými zvláštnostmi, např. buy (kupovat) – bought – bought.
Zcela nepravidelná slovesa – několik často používaných sloves má zcela nepravidelně tvořené tvary, často vycházející z odlišného slovního základu (jako v případě výše uvedeného slovesa go).
Způsobová slovesa – stojí zcela mimo toto rozdělení. Mají pouze tvary přítomného a minulého času. Ostatní tvary se tvoří opisem. V přítomném časem nepřibírají zakončení -s ve 3. osobě jednotného čísla.